# Evangeli de Bartomeu
L'Evangeli de Bartomeu és un evangeli apòcrif que explica la passió i la resurrecció de Crist. Fa una detallada explicació del descens de Jesús als inferns després de la seva mort a la creu, i encara que redactat en grec, té un estil d'influència copta. Es va escriure entre els segles III i VII.
Són interessants la seva estructura i la seva originalitat. Té mes aviat el caràcter d'una homilia i no el d'un evangeli, i podria titular-se també "Preguntes de Bartomeu" o "Interrogatori de Bartomeu", per la forma que té de donar respostes a un interlocutor anomenat Bartomeu. El llibre reflecteix les preocupacions dels cristians primitius sobre temes religiosos importants. Explica les revelacions de Jesús després de la resurrecció i un relat de l'anunciació feta a Maria i l'encarnació del Verb, els fets relacionats amb el descens als inferns o Anàstasi, l'origen dels àngels i dels dimonis, la caiguda de Llucifer, la gradació dels pecats per la seva gravetat, etc.
Es creu que l'evangeli bàsic podria ser una obra escrita en grec al segle iii sobre textos més antics que es va anar elaborant i van convertir l'evangeli en un escrit en forma de preguntes entre els segles V i VII. Com també va passar amb altres apòstols, Bartomeu va formar part d'una sèrie de tradicions populars. Jeroni el menciona amb el títol d'Evangeli de Bartomeu al pròleg del seu comentari sobre l'Evangeli canònic de Mateu. El Decret Gelasianum el considera apòcrif: "Evangelia nominae Bartholomaei apocrypha" (l'Evangeli anomenat de Bartomeu, apòcrif). A més dels manuscrits grecs d'aquest evangeli que es conserven a Viena i a Jerusalem, hi ha fragments escrits en eslau, copte i llatí.